# Qualcomm
Qualcomm је америчка компанија за развој и истраживање бежичних телекомуникација, као и највећи светски снабдевач fabless чиповима. Седиште компаније је у Сан Дијегу, САД.